# Bombylius apulus
Bombylius apulus är en tvåvingeart som först beskrevs av Cyrillus 1791.  Bombylius apulus ingår i släktet Bombylius och familjen bromsar.
Artens utbredningsområde är Italien. Inga underarter finns listade i Catalogue of Life.